# جيم فرينش (لاعب كرة قاعدة)
جيم فرينش (بالإنجليزية: Jim French)‏ هو لاعب كرة قاعدة أمريكي، ولد في 13 أغسطس 1941 في وارن في الولايات المتحدة.

## وصلات خارجية
- جيم فرينش على موقعبيزبول رفرنس.كوم (الدوري الرئيسي) (الإنجليزية)
- جيم فرينش على موقعبيزبول رفرنس.كوم (الدوري الثانوي) (الإنجليزية)